# ماري من بورغندي، دوقة كليفه
ماري البرغونية (1393 - 30 أكتوبر 1466)؛ كانت الطفل الثاني لـ جان الشجاع دوق برغونية ومارغريت البافارية، هي الشقيقة الكبرى لـ فيليب الطيب. ولدت في ديجون، وأصبحت الزوجة الثانية لـ أدولف الأول، دوق كليفه؛ هما أجداد لويس الثاني عشر ملك فرنسا، وأيضا هم سلف يوهان الثالث، دوق كليفه والد آن زوجة الرابعة لـ هنري الثامن ملك إنجلترا؛ ومن ابنتهم كاثرين هم سلف ماري ملكة الإسكتلنديين.

## الأبناء
انجبت ثمانية أبناء لـ أدولف:-
1. مارغريت (23 فبراير 1416 - 20 مايو 1444)؛ تزوجت من فيلهلم الثالث، دوق بافاربا، ثم من أولريخ الخامس كونت فورتمبيرغ.
2. كاثرين (25 مايو 1417 - 10 فبراير 1479)؛ تزوجت من أرنولد، دوق خيلدرز.
3. يوهان الأول، دوق كليفه وكونت مارك؛ خلفه والده وعمه.
4. إليزابيث (1488-1420)؛ تزوجت من هاينريش السادس والعشرين دي شفارتسبورغ-يلانكنبورغ.
5. أغنيس (1446-1422)؛ تزوجت من كارلوس الرابع ملك نافارا.
6. هيلين (1471-1423)؛ تزوجت من هاينربش المسالم، دوق براونشفايغ-لونيبورغ.
7. أدولف، لورد رافنشتاين (1492-1425)؛ تزوج من بياتريس ابنة بيدرو من البرتغال، دوق كويمبرا.
8. ماري (1487-1426)؛ تزوجت من شارل دوق أورليان، وهما والدا لويس الثاني عشر ملك فرنسا.